# Hans Planitz
Hans Planitz (4 de maio de 1882, Kaditz, perto de Dresden - 16 de janeiro de 1954 em Viena) foi um jurista e historiador jurídico alemão.

## Carreira
Hans Planitz, que cresceu como filho de um pastor em Dresden e em Leipzig, estudou direito e história nas universidades de Tübingen e Leipzig de 1901 a 1904. Em 1906 foi nomeado Dr. Ing. jur. em Leipzig, e em em 1909, habilitou-se lá. Posteriormente, em 1912, foi professor adjunto de direitos autorais e direito de patentes em Leipzig. Em 1913, transferiu-se à Basileia como professor titular de direito civil Alemão e Suíço, e em 1914 tornou-se professor de direito alemão, civil e comercial na Universidade de Frankfurt am Main, fundado no mesmo ano. Em 1964 transferiu-se para a Universidade de Colônia, reaberta no ano anterior. Nos períodos de 1921-22, 1931-32 e 1936-39, foi eleito decano, e de 1929 a 1930 serviu como reitor da Universidade de Colônia. Como reitor, planejou o novo edifício principal da universidade junto com o então prefeito de Colônia Konrad Adenauer em 26 de outubro de 1929. Planitz recusou várias chamadas de outras universidades (Bonn 1922, Heidelberg 1923, Viena 1934), antes de ingressar em 1941 na Universidade de Viena como professor de direito alemão, civil e comercial.
Após o colapso do nacional-socialismo, Planitz comunicou ao grupo Reichsdeutsche na Áustria que não poderia continuar a ser empregado sob a Lei de Transição do Serviço Civil.  No entanto, a faculdade Vienense fez campanha para que ele permanecesse na universidade. O motivo dado foi sua oposição nazista.
Em 1952, a Faculdade de Filosofia da Universidade de Colônia concedeu-lhe um doutorado honorário.
Planitz, que inicialmente tratava a história da responsabilidade e execução em seu trabalho acadêmico, posteriormente dedicou-se, acima de tudo, ao desenvolvimento (histórico-jurídico) do sistema urbano alemão. A vida jurídica e econômica da Colônia medieval era um dos focos de seu trabalho. Fez uma seleção cuidadosa de suas fontes, como suas publicações frequentemente demonstravam.

## Associações
- De 1937-45 e novamente em 1952, foi co-editor da revista da Fundação Savigny de História do direito (Departamento Alemão).
- Em 1942 foi correspondente, e a partir de 1945, membro real da Academia Austríaca de Ciências em Viena.
- Em 1943, foi correspondente, e a partir de 1945 membro real da Academia de Ciências da Baviera em Munique.

## Obras selecionadas
- A Execução na Lei Medieval Alemã, Volume I: A Garnishment .  Engelmann, Leipzig 1912.
- Fundações do Processo de Detenção Alemão. Uma contribuição para o histórico do processo alemão  ,  Mine, Leipzig 1922.
- Principais características do direito privado alemão .  Springer, Berlim 1925 (3ª, reorganizada.  1949).
- História legal germânica .  Weidmann, Berlin 1936 (3o, durchges.  Ed.  Vahlen, Berlim, 1944; depois de 1945 ud  T .: História legal alemã. segundo  Editar, editar por Karl August Eckhardt, Böhlau, Colônia, 1961; 3ª, erg.  Edição 1971).
- A taxa de terra alemã .  Böhlau, Weimar 1936.
- Hrsg. Juntamente com a Thea Buyken: The Cologne Schreinsbücher the 13th and 14th Século (= publicações da sociedade para Rheinische Geschichtskunde, volume 46).  Böhlau, Weimar 1937.
- Livro de referência da história legal alemã, austríaca e suíça, incluindo direito privado alemão .  Böhlau, Graz, 1948
- Editado em conjunto com Thea Buyken: Bibliografia sobre a história legal alemã .  Klostermann, Frankfurt am Main 1952.
- A cidade alemã na Idade Média desde os tempos romanos até as lutas de guildas .  Böhlau, Colônia, 1954 (5.  Ed. 1980).

## Leitura Complementar
- Hans-Jürgen Becker: Hans Planitz (1882-1954). O estudo da história do direito privado alemão e da lei e da história legal da cidade alemã .  Em: Steffen Augsberg; Andreas Funke (ed.): Advogados de Colônia no século XX Século. Contribuições para uma série de palestras na Universidade de Colônia, Summer Semester 2010 e Winter Semester 2010/2011  (= Contribuições para o histórico legal dos 20.  século; 74).  Mohr Siebeck, Tübingen 2013, pp. 75–99.
- Hermann Conrad : Hans Planitz † .  In: Revista da Fundação Savigny para a História Jurídica.  Germanistische Abteilung, volume 71, 1954, pág. XIII-XXVI ( digitalizado ).
- Paul Hauck: Apresentação e crítica de teorias sobre o surgimento do sistema urbano alemão. De Wilhelm Arnold a Hans Planitz .  Diss., Universidade de Jena 1954.

## Ligações Externas
- Universidade de Colônia: Hans Planitz - Reitor 1929-1930 , retratos de Rekoren.
- Hans-Jürgen Becker : Planitz, Hans .  In: New German Biography 20 (2001), pág. 501.
- Planitz, Hans.   Publicações na base de dados bibliográfica do Regesta Imperii.